# Lothar von Wurmb

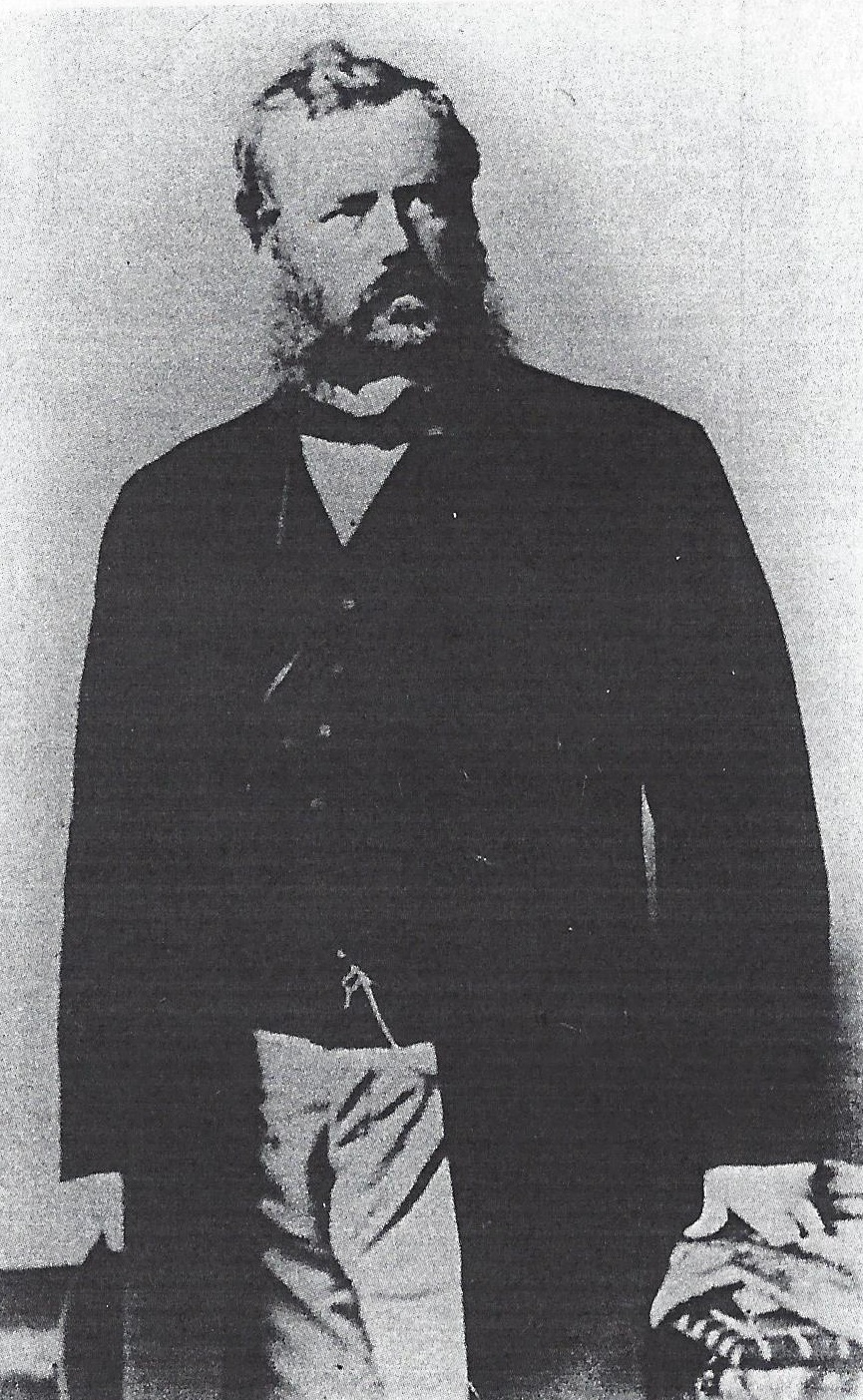
Lothar von Wurmb

Günther Karl Lothar von Wurmb (* 30. Januar 1824 in Kölleda; † 28. Juli 1890 in Wiesbaden) war ein deutscher Verwaltungsjurist, Offizier und Abgeordneter in Preußen.

## Leben
Lothar entstammte altem thüringischen Adel. Er war der Sohn von Karl Wurmb von Zinck (1795–1890) und dessen Ehefrau Wilhelmine Christiane geb. von Hopffgarten (1800–1865).
Wurmb studierte an der Ruprecht-Karls-Universität Rechtswissenschaft. Mit Adolf Hilmar von Leipziger wurde er 1843 im Corps Guestphalia Heidelberg aktiv. 1850 bestand er das Referendarexamen. Er trat 1853 in die innere Verwaltung des Königreichs Preußen und kam als Regierungsassessor nach Potsdam. 1854 wurde er nach Merseburg in der Provinz Sachsen versetzt. Ab 1857 war er Landrat im Kreis Weißenfels. Im Deutschen Krieg war er 1866 Zivilkommissar des Königreichs Sachsen. 1867 wurde er Polizeipräsident in Berlin. Schließlich wurde Wurmb 1872 für 18 Jahre Regierungspräsident im Regierungsbezirk Wiesbaden. Dort erhielt er 1886 den Charakter als Wirkl. Geh. Oberregierungsrat. Von 1874 bis 1890 war er Direktor des Nassauischen Vereins für Naturkunde. Wurmb war Major in der Preußischen Armee, Dechant des Merseburger Doms und Ehrenritter des Johanniterordens.
Als Parlamentarier wirkte er 1867 im Reichstag (Norddeutscher Bund) und von 1884 bis 1890 für den Reichstagswahlkreis Regierungsbezirk Wiesbaden 5 im Reichstag (Deutsches Kaiserreich) in Berlin. In den Jahren 1882 bis 1885 war er als Abgeordneter der Reichs- und Freikonservativen Partei Mitglied des Preußischen Abgeordnetenhauses. Von 1885 bis zu seinem Tod saß er im Preußischen Herrenhaus.

## Familie
Wurmb heiratete am 6. Juni 1854 in Rudolstadt Emma Freiin von Gleichen genannt von Rußwurm (1833–1901), die Tochter des fürstlich Schwarzburg-Rudolstädter Kammerherrn und Oberst Alfred Freiherr von Gleichen genannt von Rußwurm und der Sophie Gräfin zu Spaur und Flavon. Das Paar hatte mehrere Kinder:
- Karl Friedrich Alfred Wolf (* 1855) ⚭ 1887 Karoline Freiin von Platow (* 1866)
- Karl Hermann Gottfried Lutze (1857–1939), preußischer Generalleutnant ⚭ 1885 Anna Henriette Eugenie (Jenitta) von Schrötter (* 1864)
- Philipp Martin Philipp Konrad (* 1859) ⚭ 1892 Viktoria von Witzleben (* 1866)
- Lothar Franz Karl (1861–1945), preußischer Generalleutnant ⚭ 1888 Mathilde Gräfin von Bothmer (* 1865)
- Otto Dietrich Eckhard (1864–1946), preußischer Oberst und Militärschriftsteller ⚭ 1891 Alma Luise Rabeling (* 1866)
- Friedrich Wilhelm (* 1867)
- Eva (* 1868) ⚭ 1895 Franz Brognis (1861–1943)[6]
- Margarethe Ida Marie Adele (* 1873) ⚭ 1898 Hans-Ulrich von Luck und Witten

## Ehrungen
- Königlicher Kronen-Orden (Preußen) II. Klasse mit Stern (1883)
- Dannebrogorden, Großkreuz (10. Februar 1883)
- Ehrenmitglied des Nassauischen Vereins für Naturkunde (1889)